# (6570) Tomohiro
(6570) Tomohiro est un astéroïde de la ceinture principale.

## Description
(6570) Tomohiro est un astéroïde de la ceinture principale. Il fut découvert le 6 mai 1994 à l'observatoire de Kitami par Kin Endate et Kazuro Watanabe. Il présente une orbite caractérisée par un demi-grand axe de 3,14 UA, une excentricité de 0,17 et une inclinaison de 14,4° par rapport à l'écliptique.

## Compléments